# 準備的口頭弁論
準備的口頭弁論（じゅんびてきこうとうべんろん）とは、日本の民事訴訟における争点及び証拠の整理手続（争点整理手続）の1つであり、口頭弁論の性質を有しているものをいう（民事訴訟法第164条から第167条）。以下、民事訴訟法は条数のみ記載する。

## 概要
争点整理の必要がある場合に裁判所の判断で行うことができ、条文上は必ずしも当事者の意見を聴くことが必要とはされていない（第164条）。終了した場合には、証明すべき事実が裁判所・当事者間で確認される（第165条）。終了後に攻撃防御方法を提出した当事者は、相手方の求めがあるときには、相手方に対し、終了前に提出することができなかった理由を説明しなければならない（第167条）。

## 他の争点整理手続との異同

### 共通点
民事訴訟法上の争点整理手続には、このほかに弁論準備手続と書面による準備手続がある。これらはいずれも、当事者の主張を整理した上で、人証（証人尋問・本人尋問）により明らかにすべき争点を明確にするのを目的としている。そのため、各争点整理手続の終了時に、裁判所はその後の証拠調べにより証明すべき事実を当事者との間で確認するものとされている（第165条第1項、第170条第5項、第177条）。
また、争点整理手続が終了した後に、自由に主張を追加したり証拠を提出したりすることを認めると、新たな争点が加わりさらなる主張・立証が必要となり争点整理手続による迅速な紛争の解決を阻害することになる。他方、旧民事訴訟法下では、準備手続終結後の新たな主張が認められなかったため（強力な失権効）、準備手続内で当事者が考えられる限りの主張を行ったことで準備手続が本来の目的を達成できなかった理由の1つとされている。そこで、争点整理手続終結後の新たな主張・証拠の提出をした当事者は、相手方の求めがあるときは、相手方に対して争点整理手続終了前に提出できなかった理由を説明しなければならないものとしている（第167条、第174条、第178条）。もし、十分な説明ができなかった場合には、時機に遅れた攻撃防御方法として却下される（第167条）。

### 相違点
準備的口頭弁論と他の2つの争点整理手続との相違は、準備的口頭弁論が口頭弁論であることにある。
このことから、他の弁論準備手続・書面による準備手続の協議は一般には非公開であるのに対し（第169条、第176条）、準備的口頭弁論は、公開の法廷で行われる（憲法第82条、裁判所法第70条）。
また、弁論準備手続は受命裁判官に行わせることができ、書面による準備手続は裁判長が行う（高裁では受命裁判官に行わせることもできる）が（民事訴訟法第171条、第176条第1項）、準備的口頭弁論は裁判所が行う（第164条。この区別は合議事件において大きな意味を持っている）。

## 関連事項
- 口頭弁論
- 弁論準備手続
- 書面による準備手続